# Prionosthenus
Prionosthenus is een geslacht van rechtvleugeligen uit de familie Pamphagidae. De wetenschappelijke naam van dit geslacht is voor het eerst geldig gepubliceerd in 1878 door Bolívar.

## Soorten
Het geslacht Prionosthenus omvat de volgende soorten:
- Prionosthenus baalbekianus Werner, 1939
- Prionosthenus descampsi Massa, 2012
- Prionosthenus femoralis Werner, 1939
- Prionosthenus galericulatus Stål, 1876
- Prionosthenus guleni Karabag, 1956
- Prionosthenus syriacus Brisout de Barneville, 1854